# FoxPro
FoxPro是一种面向过程的编程语言和数据库管理系统，也是一种面向对象的编程语言，适用于MS-DOS 、Windows、Macintosh和UNIX。最初由Fox Software發佈，FoxPro在1992年被微软整体收购后，由Microsoft負責發佈和支持工作。FoxPro的最终发布版本是2.6。
FoxPro源于FoxBase（Fox Software，Perrysburg，Ohio），而FoxBase又源于dBase III（Ashton-Tate）和dBase II。dBase II是Wayne Ratliff编写的第一个商业版本的数据库程序，名为Vulcan，与dBase II一样运行于CP/M。